# Élections européennes de 2004 en Slovaquie
Les élections européennes se sont déroulées le dimanche 13 juin 2004 en Slovaquie pour désigner les 14 députés européens au Parlement européen, pour la législature 2004-2009.

## Résultats
| Parti                                                                 | Vote % | Siège |
| --------------------------------------------------------------------- | ------ | ----- |
| Union démocratique et chrétienne slovaque (SDKÚ)                      | 17,1 % | 3     |
| Parti populaire - Mouvement pour une Slovaquie démocratique (ĽS-HZDS) | 17,0 % | 3     |
| Direction (Troisième Voie) (SMER)                                     | 16,9 % | 3     |
| Mouvement chrétien-démocrate (KDH)                                    | 16,2 % | 3     |
| Parti de la coalition hongroise (SMK)                                 | 13,2 % | 2     |
| Autres                                                                | 19,6 % | -     |
| Total                                                                 | 100 %  | 14    |